# Tro Bro Leon 2023
Tro Bro Leon 2023 var den 39. udgave af det franske cykelløb Tro Bro Leon. Det 204,1 km lange linjeløb blev kørt den 7. maj 2023 med start i Plouguerneau og mål i Lannilis. Løbet var en del af UCI ProSeries 2023 og Coupe de France.

## Resultat
| \| Samlede stilling \| Samlede stilling \| Samlede stilling \| Samlede stilling \| Samlede stilling \| \| Rytter \| Rytter \| Hold \| Tid \| \| \| ---------------- \| ------------------ \| --------------------------- \| ---------------- \| ---------------- \| \| 1. \| Giacomo Nizzolo \| Israel-Premier Tech \| 4t 50' 52" \| \| \| 2. \| Arnaud De Lie \| Lotto Dstny \| + 0" \| \| \| 3. \| Nils Eekhoff \| Team DSM \| + 0" \| \| \| 4. \| Eddy Finé \| Cofidis \| + 0" \| \| \| 5. \| Rasmus Tiller \| Uno-X Pro Cycling Team \| + 0" \| \| \| 6. \| Clément Venturini \| AG2R Citroën Team \| + 0" \| \| \| 7. \| Laurent Pichon \| Arkéa-Samsic \| + 0" \| \| \| 8. \| Florian Vermeersch \| Lotto Dstny \| + 5" \| \| \| 9. \| Thomas Gachignard \| Saint Michel-Mavic-Auber 93 \| + 5" \| \| \| 10. \| Samuel Watson \| Groupama-FDJ \| + 5" \| \| |                    |                             |            |
| |                    |                             |            |
| Kilde: ProCyclingStats |                    |                             |            |
| Samlede stilling |                    |                             |            |
| Rytter | Rytter             | Hold                        | Tid        |
| 1. | Giacomo Nizzolo    | Israel-Premier Tech         | 4t 50' 52" |
| 2. | Arnaud De Lie      | Lotto Dstny                 | + 0"       |
| 3. | Nils Eekhoff       | Team DSM                    | + 0"       |
| 4. | Eddy Finé          | Cofidis                     | + 0"       |
| 5. | Rasmus Tiller      | Uno-X Pro Cycling Team      | + 0"       |
| 6. | Clément Venturini  | AG2R Citroën Team           | + 0"       |
| 7. | Laurent Pichon     | Arkéa-Samsic                | + 0"       |
| 8. | Florian Vermeersch | Lotto Dstny                 | + 5"       |
| 9. | Thomas Gachignard  | Saint Michel-Mavic-Auber 93 | + 5"       |
| 10. | Samuel Watson      | Groupama-FDJ                | + 5"       |

## Hold og ryttere
| UCI WorldTeams (6)- AG2R Citroën Team - Cofidis - Groupama-FDJ - Intermarché-Circus-Wanty - Arkéa-Samsic - Team DSM UCI ProTeams (13)- Bingoal WB - Bolton Equities Black Spoke Pro Cycling - Burgos-BH - Caja Rural-Seguros RGA - Equipo Kern Pharma - Euskaltel-Euskadi - Human Powered Health - Israel-Premier Tech - Lotto Dstny - Q36.5 Pro Cycling Team - Team Flanders-Baloise - TotalEnergies - Uno-X Pro Cycling Team UCI Kontinentalhold (3)- CIC U Nantes Atlantique - Nice Métropole Côte d'Azur - Saint Michel-Mavic-Auber 93 |
| |

### Danske ryttere
| Danske ryttere på startlisten |                    |                          |           |
| Rygnummer                     | Rytter             | Hold                     | Placering |
|                               | Julius Johansen    | Intermarché-Circus-Wanty |           |
|                               | Alexander Salby    | Bingoal WB               |           |
|                               | William Blume Levy | Uno-X Pro Cycling Team   |           |
|                               | Louis Bendixen     | Uno-X Pro Cycling Team   |           |

* DNS = stillede ikke til start

* DNF = gennemførte ikke

### Startliste
| Arkéa-Samsic ARK | Arkéa-Samsic ARK      | Arkéa-Samsic ARK |
| ---------------- | --------------------- | ---------------- |
| Nr.              | Rytter                | Placering        |
| 1                | Hugo Hofstetter (FRA) | 23.              |
| 2                | Jenthe Biermans (BEL) | DNF              |
| 3                | Kévin Ledanois (FRA)  | DNF              |
| 4                | Matis Louvel (FRA)    | 80.              |
| 5                | Daniel McLay (GBR)    | DNF              |
| 6                | Élie Gesbert (FRA)    | 27.              |
| 7                | Laurent Pichon (FRA)  | 7.               |

| Lotto Dstny LTD | Lotto Dstny LTD          | Lotto Dstny LTD |
| --------------- | ------------------------ | --------------- |
| Nr.             | Rytter                   | Placering       |
| 11              | Arnaud De Lie (BEL)      | 2.              |
| 12              | Cedric Beullens (BEL)    | 94.             |
| 13              | Frederik Frison (BEL)    | 53.             |
| 14              | Jasper De Buyst (BEL)    | 79.             |
| 15              | Jarne Van De Paar (BEL)  | DNF             |
| 16              | Brent Van Moer (BEL)     | 20.             |
| 17              | Florian Vermeersch (BEL) | 8.              |

| AG2R Citroën Team ACT | AG2R Citroën Team ACT   | AG2R Citroën Team ACT |
| --------------------- | ----------------------- | --------------------- |
| Nr.                   | Rytter                  | Placering             |
| 21                    | Stan Dewulf (BEL)       | 21.                   |
| 22                    | Lawrence Naesen (BEL)   | DNF                   |
| 23                    | Pierre Gautherat (FRA)  | DNF                   |
| 24                    | Oliver Naesen (BEL)     | 45.                   |
| 25                    | Antoine Raugel (FRA)    | 36.                   |
| 26                    | Bastien Tronchon (FRA)  | 56.                   |
| 27                    | Clément Venturini (FRA) | 6.                    |

| Team DSM DSM | Team DSM DSM         | Team DSM DSM |
| ------------ | -------------------- | ------------ |
| Nr.          | Rytter               | Placering    |
| 32           | Pavel Bittner (CZE)  | DNF          |
| 33           | Sean Flynn (GBR)     | 34.          |
| 34           | Lorenzo Milesi (ITA) | 58.          |
| 35           | Nils Eekhoff (NED)   | 3.           |
| 36           | Leon Heinschke (GER) | DNF          |
| 37           | Tim Naberman (NED)   | DNF          |

| Groupama-FDJ GFC | Groupama-FDJ GFC      | Groupama-FDJ GFC |
| ---------------- | --------------------- | ---------------- |
| Nr.              | Rytter                | Placering        |
| 41               | Samuel Watson (GBR)   | 10.              |
| 42               | Lewis Askey (GBR)     | 16.              |
| 43               | Olivier Le Gac (FRA)  | 19.              |
| 44               | Paul Penhoët (FRA)    | 84.              |
| 45               | Laurence Pithie (NZL) | 43.              |
| 46               | Bram Welten (NED)     | 30.              |
| 47               | Romain Grégoire (FRA) | 98.              |

| Cofidis COF | Cofidis COF            | Cofidis COF |
| ----------- | ---------------------- | ----------- |
| Nr.         | Rytter                 | Placering   |
| 51          | Axel Zingle (FRA)      | 12.         |
| 52          | Christophe Noppe (BEL) | 75.         |
| 53          | Alexis Renard (FRA)    | 82.         |
| 54          | Eddy Finé (FRA)        | 4.          |
| 55          | Wesley Kreder (NED)    | DNF         |
| 56          | Jelle Wallays (BEL)    | 44.         |
| 57          | Max Walscheid (GER)    | 25.         |

| Uno-X Pro Cycling Team UXT | Uno-X Pro Cycling Team UXT     | Uno-X Pro Cycling Team UXT |
| -------------------------- | ------------------------------ | -------------------------- |
| Nr.                        | Rytter                         | Placering                  |
| 61                         | Alexander Kristoff (NOR)       | 12.                        |
| 62                         | Tord Gudmestad (NOR)           | DNF                        |
| 64                         | William Blume Levy (DEN)       | 81.                        |
| 65                         | Erik Nordsæter Resell (NOR)    | 24.                        |
| 66                         | Rasmus Tiller (NOR) (landevej) | 5.                         |
| 67                         | Søren Wærenskjold (NOR)        | 26.                        |

| Intermarché-Circus-Wanty ICW | Intermarché-Circus-Wanty ICW | Intermarché-Circus-Wanty ICW |
| ---------------------------- | ---------------------------- | ---------------------------- |
| Nr.                          | Rytter                       | Placering                    |
| 71                           | Adrien Petit (FRA)           | 38.                          |
| 72                           | Julius Johansen (DEN)        | 67.                          |
| 73                           | Hugo Page (FRA)              | 18.                          |
| 74                           | Kevin Kuhn (SUI)             | 60.                          |
| 75                           | Gerben Kuypers (BEL)         | 50.                          |
| 76                           | Madis Mihkels (EST)          | 96.                          |
| 77                           | Baptiste Planckaert (BEL)    | 70.                          |

| TotalEnergies TEN | TotalEnergies TEN     | TotalEnergies TEN |
| ----------------- | --------------------- | ----------------- |
| Nr.               | Rytter                | Placering         |
| 81                | Anthony Turgis (FRA)  | 11.               |
| 82                | Thomas Bonnet (FRA)   | 69.               |
| 83                | Jason Tesson (FRA)    | DNF               |
| 84                | Sandy Dujardin (FRA)  | DNF               |
| 85                | Lorrenzo Manzin (FRA) | DNF               |
| 86                | Geoffrey Soupe (FRA)  | 37.               |
| 87                | Mattéo Vercher (FRA)  | 103.              |

| Israel-Premier Tech IPT | Israel-Premier Tech IPT | Israel-Premier Tech IPT |
| ----------------------- | ----------------------- | ----------------------- |
| Nr.                     | Rytter                  | Placering               |
| 91                      | Lahav Davidzon (ISR)    | 107.                    |
| 92                      | Giacomo Nizzolo (ITA)   | 1.                      |
| 93                      | Reto Hollenstein (SUI)  | 68.                     |
| 94                      | Jens Reynders (BEL)     | 14.                     |
| 95                      | Guy Sagiv (ISR)         | 93.                     |
| 96                      | Tom Van Asbroeck (BEL)  | 32.                     |
| 97                      | Roi Weinberg (ISR)      | 72.                     |

| Bingoal WB BWB | Bingoal WB BWB                 | Bingoal WB BWB |
| -------------- | ------------------------------ | -------------- |
| Nr.            | Rytter                         | Placering      |
| 101            | Guillaume Van Keirsbulck (BEL) | 42.            |
| 102            | Luca De Meester (BEL)          | 59.            |
| 103            | Ceriel Desal (BEL)             | DNF            |
| 104            | Karl Patrick Lauk (EST)        | DNF            |
| 105            | Ludovic Robeet (BEL)           | 108.           |
| 106            | Alexander Salby (DEN)          | DNF            |
| 107            | Floris De Tier (BEL)           | 102.           |

| Burgos-BH BBH | Burgos-BH BBH        | Burgos-BH BBH |
| ------------- | -------------------- | ------------- |
| Nr.           | Rytter               | Placering     |
| 111           | Cyril Barthe (FRA)   | 57.           |
| 112           | Clément Alleno (FRA) | 64.           |
| 113           | Jetse Bol (NED)      | 62.           |
| 114           | Jesús Ezquerra (ESP) | 35.           |
| 115           | Ángel Fuentes (ESP)  | 65.           |
| 116           | Eric Fagúndez (URU)  | 113.          |
| 117           | Felipe Orts (ESP)    | 115.          |

| Caja Rural-Seguros RGA CJR | Caja Rural-Seguros RGA CJR    | Caja Rural-Seguros RGA CJR |
| -------------------------- | ----------------------------- | -------------------------- |
| Nr.                        | Rytter                        | Placering                  |
| 121                        | Julen Amezqueta (ESP)         | 109.                       |
| 122                        | Orluis Aular (VEN) (landevej) | DNF                        |
| 123                        | Jon Barrenetxea (ESP)         | 85.                        |
| 124                        | Mulu Hailemichael (ETH)       | 92.                        |
| 125                        | Calum Johnston (GBR)          | DNF                        |
| 126                        | Joseba López (ESP)            | 90.                        |
| 127                        | Joel Nicolau (ESP)            | 88.                        |

| Equipo Kern Pharma EKP | Equipo Kern Pharma EKP   | Equipo Kern Pharma EKP |
| ---------------------- | ------------------------ | ---------------------- |
| Nr.                    | Rytter                   | Placering              |
| 131                    | Urko Berrade (ESP)       | 54.                    |
| 132                    | Francisco Galván (ESP)   | 40.                    |
| 133                    | Pau Miquel (ESP)         | DNF                    |
| 134                    | Álex Jaime (ESP)         | 77.                    |
| 135                    | Martí Márquez (ESP)      | 73.                    |
| 136                    | Mikel Retegi (ESP)       | 106.                   |
| 137                    | Danny van der Tuuk (NED) | 48.                    |

| Euskaltel-Euskadi EUS | Euskaltel-Euskadi EUS    | Euskaltel-Euskadi EUS |
| --------------------- | ------------------------ | --------------------- |
| Nr.                   | Rytter                   | Placering             |
| 141                   | Carlos Canal (ESP)       | 86.                   |
| 142                   | Xabier Azparren (ESP)    | 110.                  |
| 143                   | Enekoitz Azparren (ESP)  | 111.                  |
| 144                   | Unai Iribar (ESP)        | DNF                   |
| 145                   | Xabier Berasategi (ESP)  | 47.                   |
| 146                   | Iker Ballarin (ESP)      | 116.                  |
| 147                   | Antonio Jesús Soto (ESP) | DNS                   |

| Q36.5 Pro Cycling Team Q36 | Q36.5 Pro Cycling Team Q36 | Q36.5 Pro Cycling Team Q36 |
| -------------------------- | -------------------------- | -------------------------- |
| Nr.                        | Rytter                     | Placering                  |
| 151                        | Antonio Puppio (ITA)       | 78.                        |
| 152                        | Szymon Sajnok (POL)        | DNF                        |
| 153                        | Marcel Camprubí (ESP)      | 100.                       |
| 154                        | Fabio Christen (SUI)       | 51.                        |
| 155                        | Alessandro Fedeli (ITA)    | DNF                        |
| 156                        | Kamil Małecki (POL)        | DNF                        |
| 157                        | Cyrus Monk (AUS)           | 89.                        |

| Human Powered Health HPM | Human Powered Health HPM         | Human Powered Health HPM |
| ------------------------ | -------------------------------- | ------------------------ |
| Nr.                      | Rytter                           | Placering                |
| 161                      | Chad Haga (USA)                  | 76.                      |
| 162                      | Pier-André Côté (CAN) (landevej) | 31.                      |
| 163                      | Adam de Vos (CAN)                | DNF                      |
| 164                      | Colin Joyce (USA)                | 95.                      |
| 165                      | Barnabás Peák (HUN)              | 55.                      |
| 166                      | Benjamin Perry (CAN)             | 52.                      |
| 167                      | Gijs Van Hoecke (BEL)            | 66.                      |

| Team Flanders-Baloise TFB | Team Flanders-Baloise TFB | Team Flanders-Baloise TFB |
| ------------------------- | ------------------------- | ------------------------- |
| Nr.                       | Rytter                    | Placering                 |
| 171                       | Aaron Van Poucke (BEL)    | 97.                       |
| 172                       | Ruben Apers (BEL)         | 39.                       |
| 173                       | Alex Colman (BEL)         | 22.                       |
| 174                       | Sander De Pestel (BEL)    | 99.                       |
| 175                       | Milan Fretin (BEL)        | 29.                       |
| 176                       | Vincent Van Hemelen (BEL) | DNF                       |
| 177                       | Ward Vanhoof (BEL)        | 63.                       |

| Bolton Equities Black Spoke Pro Cycling BEB | Bolton Equities Black Spoke Pro Cycling BEB | Bolton Equities Black Spoke Pro Cycling BEB |
| ------------------------------------------- | ------------------------------------------- | ------------------------------------------- |
| Nr.                                         | Rytter                                      | Placering                                   |
| 181                                         | Ollie Jones (NZL)                           | 91.                                         |
| 182                                         | James Fouché (NZL)                          | DNF                                         |
| 183                                         | George Jackson (NZL)                        | 46.                                         |
| 184                                         | Luke Mudgway (NZL)                          | DNF                                         |
| 185                                         | Bailey O'Donnell (NZL)                      | DNF                                         |
| 186                                         | Jacob Scott (GBR)                           | 105.                                        |
| 187                                         | Paul Wright (NZL)                           | DNF                                         |

| Saint Michel-Mavic-Auber 93 AUB | Saint Michel-Mavic-Auber 93 AUB | Saint Michel-Mavic-Auber 93 AUB |
| ------------------------------- | ------------------------------- | ------------------------------- |
| Nr.                             | Rytter                          | Placering                       |
| 191                             | Rudy Barbier (FRA)              | 87.                             |
| 192                             | Romain Cardis (FRA)             | 33.                             |
| 193                             | Nicolas Debeaumarché (FRA)      | 49.                             |
| 194                             | Théo Delacroix (FRA)            | 101.                            |
| 195                             | Joris Delbove (FRA)             | DNF                             |
| 196                             | Thomas Gachignard (FRA)         | 9.                              |
| 197                             | Morne van Niekerk (RSA)         | 15.                             |

| CIC U Nantes Atlantique UCN | CIC U Nantes Atlantique UCN | CIC U Nantes Atlantique UCN |
| --------------------------- | --------------------------- | --------------------------- |
| Nr.                         | Rytter                      | Placering                   |
| 201                         | Pierre Barbier (FRA)        | DNF                         |
| 202                         | Léo Danès (FRA)             | 41.                         |
| 203                         | Maël Guégan (FRA)           | 17.                         |
| 204                         | Jordan Jegat (FRA)          | 83.                         |
| 205                         | Yaël Joalland (FRA)         | 61.                         |
| 206                         | Emmanuel Morin (FRA)        | 28.                         |

| Nice Métropole Côte d'Azur NMC | Nice Métropole Côte d'Azur NMC | Nice Métropole Côte d'Azur NMC |
| ------------------------------ | ------------------------------ | ------------------------------ |
| Nr.                            | Rytter                         | Placering                      |
| 211                            | Julian Lino (FRA)              | 112.                           |
| 212                            | Jonathan Couanon (FRA)         | 114.                           |
| 213                            | Andrea Mifsud                  | DNF                            |
| 214                            | Damien Girard (FRA)            | 71.                            |
| 215                            | Paul Hennequin (FRA)           | DNF                            |
| 216                            | Jean-Louis Le Ny (FRA)         | 104.                           |
| 217                            | Axel Narbonne-Zuccarelli (FRA) | 74.                            |

| Arkéa-Samsic ARK | Arkéa-Samsic ARK      | Arkéa-Samsic ARK |
| ---------------- | --------------------- | ---------------- |
| Nr.              | Rytter                | Placering        |
| 1                | Hugo Hofstetter (FRA) | 23.              |
| 2                | Jenthe Biermans (BEL) | DNF              |
| 3                | Kévin Ledanois (FRA)  | DNF              |
| 4                | Matis Louvel (FRA)    | 80.              |
| 5                | Daniel McLay (GBR)    | DNF              |
| 6                | Élie Gesbert (FRA)    | 27.              |
| 7                | Laurent Pichon (FRA)  | 7.               |

| Lotto Dstny LTD | Lotto Dstny LTD          | Lotto Dstny LTD |
| --------------- | ------------------------ | --------------- |
| Nr.             | Rytter                   | Placering       |
| 11              | Arnaud De Lie (BEL)      | 2.              |
| 12              | Cedric Beullens (BEL)    | 94.             |
| 13              | Frederik Frison (BEL)    | 53.             |
| 14              | Jasper De Buyst (BEL)    | 79.             |
| 15              | Jarne Van De Paar (BEL)  | DNF             |
| 16              | Brent Van Moer (BEL)     | 20.             |
| 17              | Florian Vermeersch (BEL) | 8.              |

| AG2R Citroën Team ACT | AG2R Citroën Team ACT   | AG2R Citroën Team ACT |
| --------------------- | ----------------------- | --------------------- |
| Nr.                   | Rytter                  | Placering             |
| 21                    | Stan Dewulf (BEL)       | 21.                   |
| 22                    | Lawrence Naesen (BEL)   | DNF                   |
| 23                    | Pierre Gautherat (FRA)  | DNF                   |
| 24                    | Oliver Naesen (BEL)     | 45.                   |
| 25                    | Antoine Raugel (FRA)    | 36.                   |
| 26                    | Bastien Tronchon (FRA)  | 56.                   |
| 27                    | Clément Venturini (FRA) | 6.                    |

| Team DSM DSM | Team DSM DSM         | Team DSM DSM |
| ------------ | -------------------- | ------------ |
| Nr.          | Rytter               | Placering    |
| 32           | Pavel Bittner (CZE)  | DNF          |
| 33           | Sean Flynn (GBR)     | 34.          |
| 34           | Lorenzo Milesi (ITA) | 58.          |
| 35           | Nils Eekhoff (NED)   | 3.           |
| 36           | Leon Heinschke (GER) | DNF          |
| 37           | Tim Naberman (NED)   | DNF          |

| Groupama-FDJ GFC | Groupama-FDJ GFC      | Groupama-FDJ GFC |
| ---------------- | --------------------- | ---------------- |
| Nr.              | Rytter                | Placering        |
| 41               | Samuel Watson (GBR)   | 10.              |
| 42               | Lewis Askey (GBR)     | 16.              |
| 43               | Olivier Le Gac (FRA)  | 19.              |
| 44               | Paul Penhoët (FRA)    | 84.              |
| 45               | Laurence Pithie (NZL) | 43.              |
| 46               | Bram Welten (NED)     | 30.              |
| 47               | Romain Grégoire (FRA) | 98.              |

| Cofidis COF | Cofidis COF            | Cofidis COF |
| ----------- | ---------------------- | ----------- |
| Nr.         | Rytter                 | Placering   |
| 51          | Axel Zingle (FRA)      | 12.         |
| 52          | Christophe Noppe (BEL) | 75.         |
| 53          | Alexis Renard (FRA)    | 82.         |
| 54          | Eddy Finé (FRA)        | 4.          |
| 55          | Wesley Kreder (NED)    | DNF         |
| 56          | Jelle Wallays (BEL)    | 44.         |
| 57          | Max Walscheid (GER)    | 25.         |

| Uno-X Pro Cycling Team UXT | Uno-X Pro Cycling Team UXT     | Uno-X Pro Cycling Team UXT |
| -------------------------- | ------------------------------ | -------------------------- |
| Nr.                        | Rytter                         | Placering                  |
| 61                         | Alexander Kristoff (NOR)       | 12.                        |
| 62                         | Tord Gudmestad (NOR)           | DNF                        |
| 64                         | William Blume Levy (DEN)       | 81.                        |
| 65                         | Erik Nordsæter Resell (NOR)    | 24.                        |
| 66                         | Rasmus Tiller (NOR) (landevej) | 5.                         |
| 67                         | Søren Wærenskjold (NOR)        | 26.                        |

| Intermarché-Circus-Wanty ICW | Intermarché-Circus-Wanty ICW | Intermarché-Circus-Wanty ICW |
| ---------------------------- | ---------------------------- | ---------------------------- |
| Nr.                          | Rytter                       | Placering                    |
| 71                           | Adrien Petit (FRA)           | 38.                          |
| 72                           | Julius Johansen (DEN)        | 67.                          |
| 73                           | Hugo Page (FRA)              | 18.                          |
| 74                           | Kevin Kuhn (SUI)             | 60.                          |
| 75                           | Gerben Kuypers (BEL)         | 50.                          |
| 76                           | Madis Mihkels (EST)          | 96.                          |
| 77                           | Baptiste Planckaert (BEL)    | 70.                          |

| TotalEnergies TEN | TotalEnergies TEN     | TotalEnergies TEN |
| ----------------- | --------------------- | ----------------- |
| Nr.               | Rytter                | Placering         |
| 81                | Anthony Turgis (FRA)  | 11.               |
| 82                | Thomas Bonnet (FRA)   | 69.               |
| 83                | Jason Tesson (FRA)    | DNF               |
| 84                | Sandy Dujardin (FRA)  | DNF               |
| 85                | Lorrenzo Manzin (FRA) | DNF               |
| 86                | Geoffrey Soupe (FRA)  | 37.               |
| 87                | Mattéo Vercher (FRA)  | 103.              |

| Israel-Premier Tech IPT | Israel-Premier Tech IPT | Israel-Premier Tech IPT |
| ----------------------- | ----------------------- | ----------------------- |
| Nr.                     | Rytter                  | Placering               |
| 91                      | Lahav Davidzon (ISR)    | 107.                    |
| 92                      | Giacomo Nizzolo (ITA)   | 1.                      |
| 93                      | Reto Hollenstein (SUI)  | 68.                     |
| 94                      | Jens Reynders (BEL)     | 14.                     |
| 95                      | Guy Sagiv (ISR)         | 93.                     |
| 96                      | Tom Van Asbroeck (BEL)  | 32.                     |
| 97                      | Roi Weinberg (ISR)      | 72.                     |

| Bingoal WB BWB | Bingoal WB BWB                 | Bingoal WB BWB |
| -------------- | ------------------------------ | -------------- |
| Nr.            | Rytter                         | Placering      |
| 101            | Guillaume Van Keirsbulck (BEL) | 42.            |
| 102            | Luca De Meester (BEL)          | 59.            |
| 103            | Ceriel Desal (BEL)             | DNF            |
| 104            | Karl Patrick Lauk (EST)        | DNF            |
| 105            | Ludovic Robeet (BEL)           | 108.           |
| 106            | Alexander Salby (DEN)          | DNF            |
| 107            | Floris De Tier (BEL)           | 102.           |

| Burgos-BH BBH | Burgos-BH BBH        | Burgos-BH BBH |
| ------------- | -------------------- | ------------- |
| Nr.           | Rytter               | Placering     |
| 111           | Cyril Barthe (FRA)   | 57.           |
| 112           | Clément Alleno (FRA) | 64.           |
| 113           | Jetse Bol (NED)      | 62.           |
| 114           | Jesús Ezquerra (ESP) | 35.           |
| 115           | Ángel Fuentes (ESP)  | 65.           |
| 116           | Eric Fagúndez (URU)  | 113.          |
| 117           | Felipe Orts (ESP)    | 115.          |

| Caja Rural-Seguros RGA CJR | Caja Rural-Seguros RGA CJR    | Caja Rural-Seguros RGA CJR |
| -------------------------- | ----------------------------- | -------------------------- |
| Nr.                        | Rytter                        | Placering                  |
| 121                        | Julen Amezqueta (ESP)         | 109.                       |
| 122                        | Orluis Aular (VEN) (landevej) | DNF                        |
| 123                        | Jon Barrenetxea (ESP)         | 85.                        |
| 124                        | Mulu Hailemichael (ETH)       | 92.                        |
| 125                        | Calum Johnston (GBR)          | DNF                        |
| 126                        | Joseba López (ESP)            | 90.                        |
| 127                        | Joel Nicolau (ESP)            | 88.                        |

| Equipo Kern Pharma EKP | Equipo Kern Pharma EKP   | Equipo Kern Pharma EKP |
| ---------------------- | ------------------------ | ---------------------- |
| Nr.                    | Rytter                   | Placering              |
| 131                    | Urko Berrade (ESP)       | 54.                    |
| 132                    | Francisco Galván (ESP)   | 40.                    |
| 133                    | Pau Miquel (ESP)         | DNF                    |
| 134                    | Álex Jaime (ESP)         | 77.                    |
| 135                    | Martí Márquez (ESP)      | 73.                    |
| 136                    | Mikel Retegi (ESP)       | 106.                   |
| 137                    | Danny van der Tuuk (NED) | 48.                    |

| Euskaltel-Euskadi EUS | Euskaltel-Euskadi EUS    | Euskaltel-Euskadi EUS |
| --------------------- | ------------------------ | --------------------- |
| Nr.                   | Rytter                   | Placering             |
| 141                   | Carlos Canal (ESP)       | 86.                   |
| 142                   | Xabier Azparren (ESP)    | 110.                  |
| 143                   | Enekoitz Azparren (ESP)  | 111.                  |
| 144                   | Unai Iribar (ESP)        | DNF                   |
| 145                   | Xabier Berasategi (ESP)  | 47.                   |
| 146                   | Iker Ballarin (ESP)      | 116.                  |
| 147                   | Antonio Jesús Soto (ESP) | DNS                   |

| Q36.5 Pro Cycling Team Q36 | Q36.5 Pro Cycling Team Q36 | Q36.5 Pro Cycling Team Q36 |
| -------------------------- | -------------------------- | -------------------------- |
| Nr.                        | Rytter                     | Placering                  |
| 151                        | Antonio Puppio (ITA)       | 78.                        |
| 152                        | Szymon Sajnok (POL)        | DNF                        |
| 153                        | Marcel Camprubí (ESP)      | 100.                       |
| 154                        | Fabio Christen (SUI)       | 51.                        |
| 155                        | Alessandro Fedeli (ITA)    | DNF                        |
| 156                        | Kamil Małecki (POL)        | DNF                        |
| 157                        | Cyrus Monk (AUS)           | 89.                        |

| Human Powered Health HPM | Human Powered Health HPM         | Human Powered Health HPM |
| ------------------------ | -------------------------------- | ------------------------ |
| Nr.                      | Rytter                           | Placering                |
| 161                      | Chad Haga (USA)                  | 76.                      |
| 162                      | Pier-André Côté (CAN) (landevej) | 31.                      |
| 163                      | Adam de Vos (CAN)                | DNF                      |
| 164                      | Colin Joyce (USA)                | 95.                      |
| 165                      | Barnabás Peák (HUN)              | 55.                      |
| 166                      | Benjamin Perry (CAN)             | 52.                      |
| 167                      | Gijs Van Hoecke (BEL)            | 66.                      |

| Team Flanders-Baloise TFB | Team Flanders-Baloise TFB | Team Flanders-Baloise TFB |
| ------------------------- | ------------------------- | ------------------------- |
| Nr.                       | Rytter                    | Placering                 |
| 171                       | Aaron Van Poucke (BEL)    | 97.                       |
| 172                       | Ruben Apers (BEL)         | 39.                       |
| 173                       | Alex Colman (BEL)         | 22.                       |
| 174                       | Sander De Pestel (BEL)    | 99.                       |
| 175                       | Milan Fretin (BEL)        | 29.                       |
| 176                       | Vincent Van Hemelen (BEL) | DNF                       |
| 177                       | Ward Vanhoof (BEL)        | 63.                       |

| Bolton Equities Black Spoke Pro Cycling BEB | Bolton Equities Black Spoke Pro Cycling BEB | Bolton Equities Black Spoke Pro Cycling BEB |
| ------------------------------------------- | ------------------------------------------- | ------------------------------------------- |
| Nr.                                         | Rytter                                      | Placering                                   |
| 181                                         | Ollie Jones (NZL)                           | 91.                                         |
| 182                                         | James Fouché (NZL)                          | DNF                                         |
| 183                                         | George Jackson (NZL)                        | 46.                                         |
| 184                                         | Luke Mudgway (NZL)                          | DNF                                         |
| 185                                         | Bailey O'Donnell (NZL)                      | DNF                                         |
| 186                                         | Jacob Scott (GBR)                           | 105.                                        |
| 187                                         | Paul Wright (NZL)                           | DNF                                         |

| Saint Michel-Mavic-Auber 93 AUB | Saint Michel-Mavic-Auber 93 AUB | Saint Michel-Mavic-Auber 93 AUB |
| ------------------------------- | ------------------------------- | ------------------------------- |
| Nr.                             | Rytter                          | Placering                       |
| 191                             | Rudy Barbier (FRA)              | 87.                             |
| 192                             | Romain Cardis (FRA)             | 33.                             |
| 193                             | Nicolas Debeaumarché (FRA)      | 49.                             |
| 194                             | Théo Delacroix (FRA)            | 101.                            |
| 195                             | Joris Delbove (FRA)             | DNF                             |
| 196                             | Thomas Gachignard (FRA)         | 9.                              |
| 197                             | Morne van Niekerk (RSA)         | 15.                             |

| CIC U Nantes Atlantique UCN | CIC U Nantes Atlantique UCN | CIC U Nantes Atlantique UCN |
| --------------------------- | --------------------------- | --------------------------- |
| Nr.                         | Rytter                      | Placering                   |
| 201                         | Pierre Barbier (FRA)        | DNF                         |
| 202                         | Léo Danès (FRA)             | 41.                         |
| 203                         | Maël Guégan (FRA)           | 17.                         |
| 204                         | Jordan Jegat (FRA)          | 83.                         |
| 205                         | Yaël Joalland (FRA)         | 61.                         |
| 206                         | Emmanuel Morin (FRA)        | 28.                         |

| Nice Métropole Côte d'Azur NMC | Nice Métropole Côte d'Azur NMC | Nice Métropole Côte d'Azur NMC |
| ------------------------------ | ------------------------------ | ------------------------------ |
| Nr.                            | Rytter                         | Placering                      |
| 211                            | Julian Lino (FRA)              | 112.                           |
| 212                            | Jonathan Couanon (FRA)         | 114.                           |
| 213                            | Andrea Mifsud                  | DNF                            |
| 214                            | Damien Girard (FRA)            | 71.                            |
| 215                            | Paul Hennequin (FRA)           | DNF                            |
| 216                            | Jean-Louis Le Ny (FRA)         | 104.                           |
| 217                            | Axel Narbonne-Zuccarelli (FRA) | 74.                            |